# Benedikt, Slovenia
Benedikt là một khu tự quản (tiếng Slovenia: občine, số ít – občina) trong vùng Podravska của Slovenia. Benedikt có diện tích 24.1 km2, dân số là theo điều tra ngày 31 tháng 3 năm 2002 là 2084 người. Thủ phủ khu tự quản Benedikt đóng tại Benedikt v Slovenskih goricah.